# دزوراغبیور
دزوراغبیور (به ارمنی: Ձորաղբյուր) یک شهر در ارمنستان است که در استان کوتایک واقع شده‌است.  در  کیلومتری شمال هرازدان، مرکز استان کوتایک واقع شده است.

## خصوصیات
دزوراغبیور  ۲٬۱۸۵ نفر جمعیت دارد و ۱٬۳۵۰ متر بالاتر از سطح دریا واقع شده‌است.